# Mouette mélanocéphale
Ichthyaetus melanocephalus
Espèce
Statut de conservation UICN

 LC  : Préoccupation mineure
Synonymes
- Larus melanocephalus

La Mouette mélanocéphale (Ichthyaetus melanocephalus) est une espèce d'oiseaux appartenant à la famille des Laridae.

## Description
Comme la très commune Mouette rieuse, avec laquelle elle peut être confondue, la Mouette mélanocéphale a la tête sombre en période nuptiale, et ne garde qu'une petite tache de ce capuchon sur la joue en hiver. Elle diffère cependant de la Mouette rieuse par un capuchon noir (comme son nom l'indique) au lieu de brun chocolat et nettement plus étendu que chez sa parente, des ailes uniformément grises sans pointe noire chez l'adulte et un bec légèrement plus fort.

## Population
Espèce en forte expansion en Europe occidentale depuis quelques années,, la Mouette mélanocéphale fait actuellement l'objet de programmes de baguage très importants. La colonie la plus importante de France, mille individus près de la Maison de la Baie de Somme, a permis le baguage de 555 poussins en 2015.

## Voix
Plus grave et nassillarde que celle de la Rieuse.

## Alimentation
Poissons, invertébrés aquatiques, vers déchets. Plages, champs d'épandage.

## Galerie

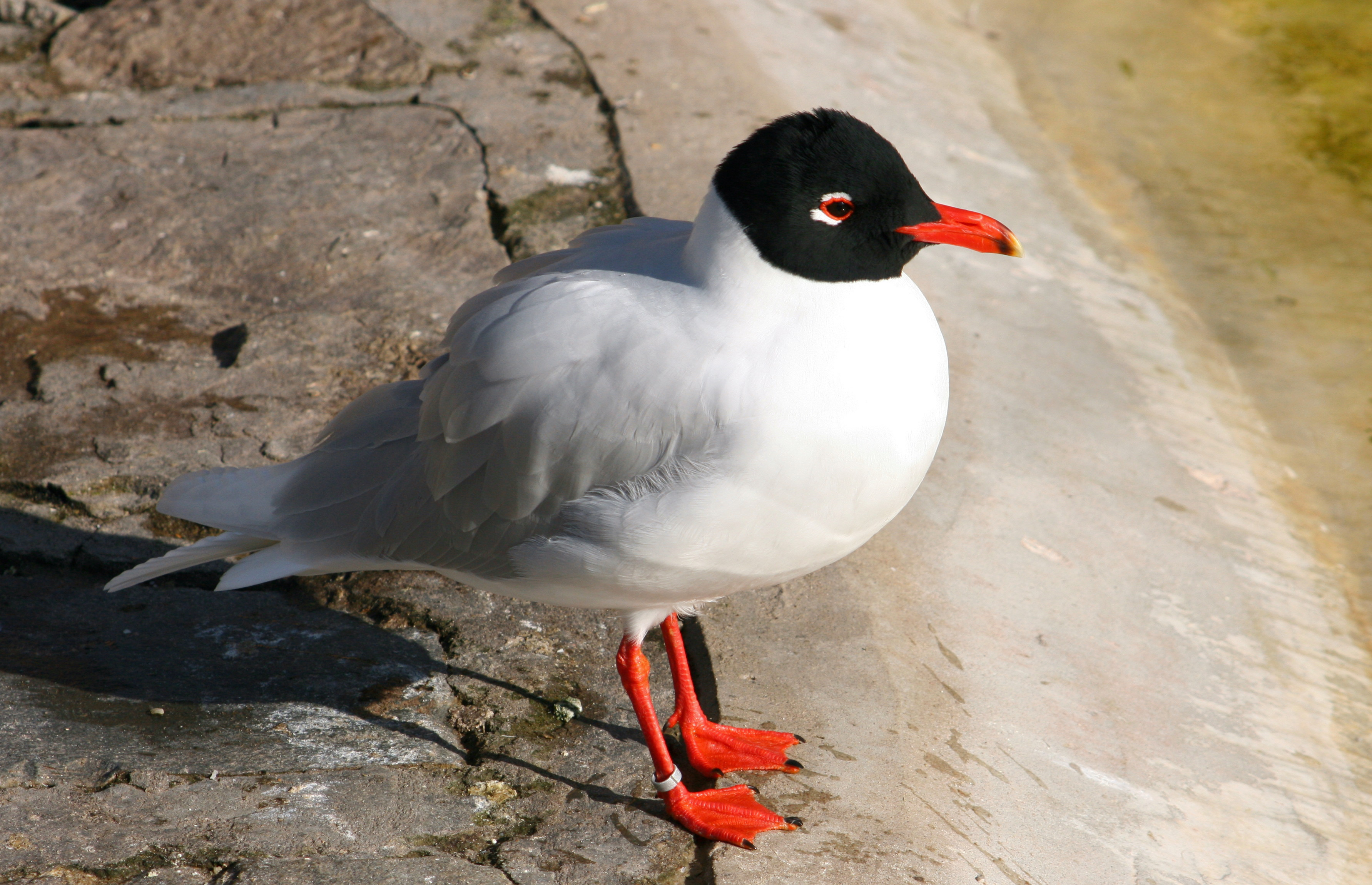
Mouette mélanocéphale adulte.
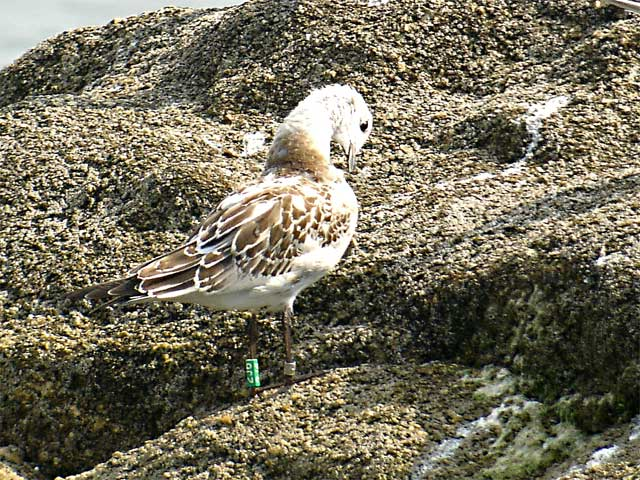
Mouette mélanocéphale juvénile.
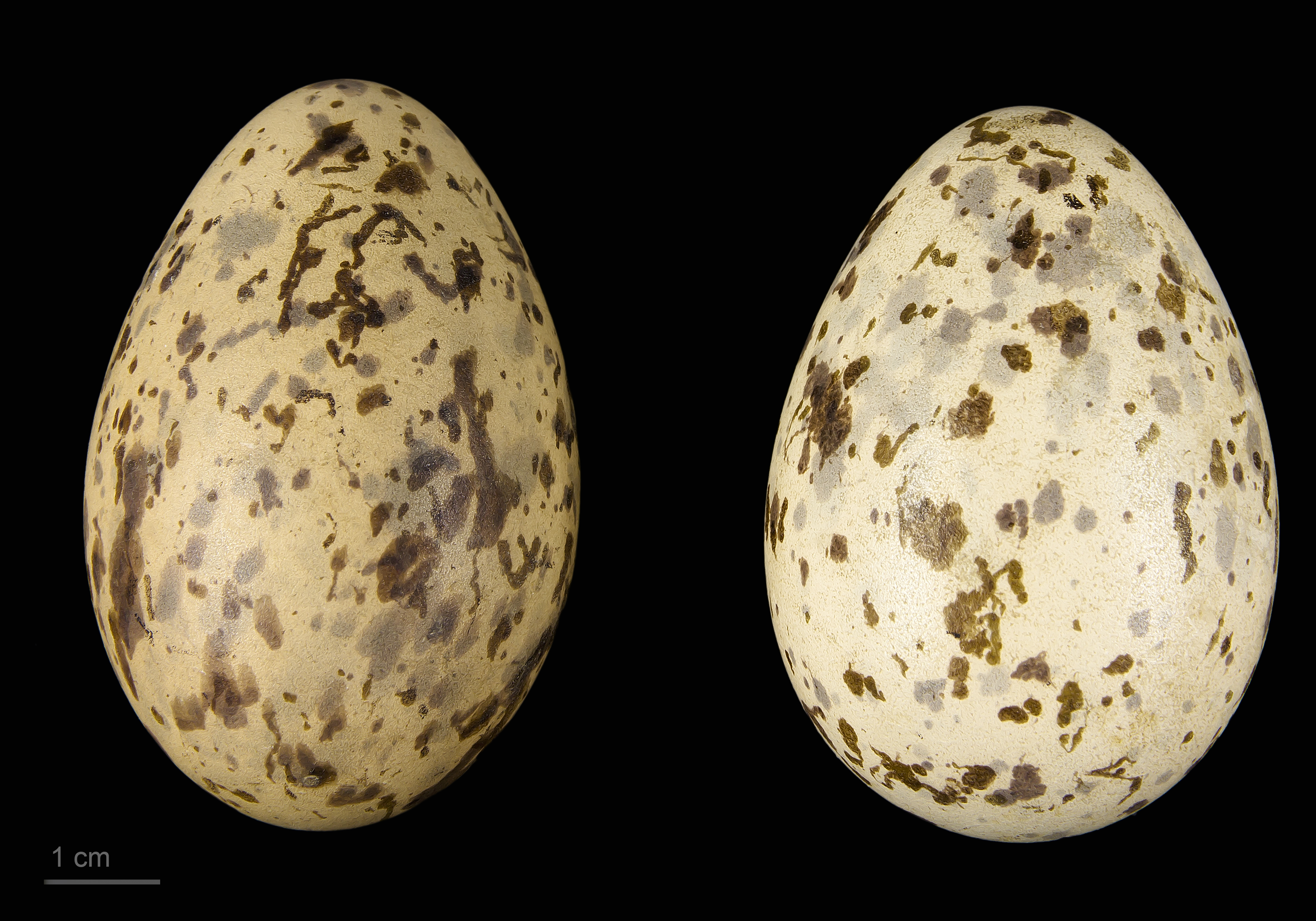
Œufs de Ichthyaetus melanocephalus -  Muséum de Toulouse
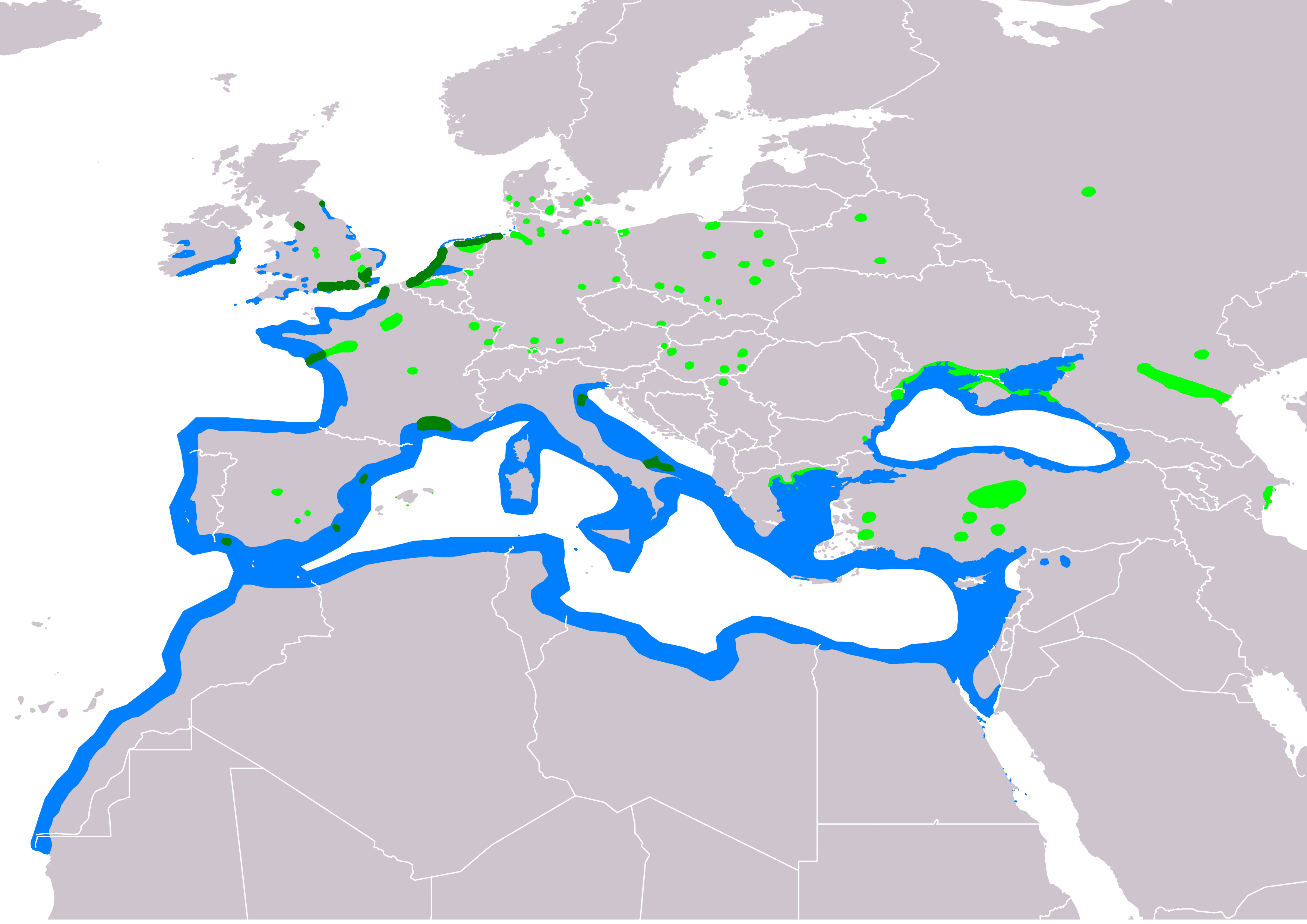